# لانه‌آویز دم‌زرد پشت‌خرمایی
لانه‌آویز دم‌زرد پشت‌خرمایی (نام علمی: Psarocolius angustifrons) نام یک گونه از سرده لانه‌آویز دم‌زرد است.